# Cetatea medievală din Târgu Mureș
Cetatea (în maghiară Marosvásárhelyi vár) se află în centrul municipiului Târgu Mureș. Ansamblul cetății se  datează din secolul al XV-lea cu o suprafață de 4,3 ha sub formă de incintă fortificată cu 7 bastioane unite prin ziduri. În interiorul fortificației se găsește Biserica Reformată din Cetate și Muzeul de Istorie și Arheologie. Atât cetatea cu clădirile interioare (MS-II-a-A-15475), cât și ansamblul urban (MS-II-a-A-15454) din jurul ei se află pe lista monumentelor istorice.

## Istoric
Cetatea actuală a fost construită pe locul unei alte fortificații ridicate în secolul XV (1492) și care a aparținut voievodului Transilvaniei, Báthori István. Aceasta primă cetate a fost distrusă în 1601, în timpul lui Mihai Viteazul, în urma invaziei condusă de Giorgio Basta.
Poetul renascentist maghiar, Bálint Balassi la bătălia din Sânpaul⁠(fr)[traduceți] din 9 iulie 1575 a căzut prizonier al principelui Ștefan Báthory și a fost ținut în cetatea din Târgu Mureș. Ulterior Báthory  l-a luat cu el în Regatul Poloniei și Lituaniei, de unde l-a eliberat în 1577.
O parte din secuii revoltați de decizia Dietei Transilvaniei care a refuzat restaurarea drepturilor lor de libertate, în urma fărșangului sângeros au fost torturați în 1596 în cetatea din Târgu Mureș.
Între anii 1602 și 1652 s-a construit actuala cetate, de formă pentagonală, având 5 din cele 7 bastioane construite de breslele muncitorești ce au utilizat ca materiale de construcție piatra de râu și cărămida.
În anul 2011 a fost începută o amplă lucrărare de reabilitare finanțată de Uniunea Europeană, prin care s-a urmărit valorificarea cetății prin: restaurarea componentelor artistice (picturi, stucaturi, fresce, elemente decorative exterioare, tâmplării) și remodelarea plasticii fațadelor-zidurile exterioare și interne, amenajarea căilor de acces pietonale, amenajări peisagistice și parc arheologic pentru evidențierea obiectivului reabilitat. Valoarea totală a proiectului a fost de aproape 60 de milioane de lei. 
Totodată, în 2018 a început restaurarea interioară și exterioară a Bisericii Reformate din Cetate din fondurile alocate de Guvernul Ungariei și enoriașii reformați. O frescă realizată în secolul al XV-lea reprezentându-l pe Ladislau I al Ungariei (Ladislau cel Sfânt), regele Regatului Ungariei din perioada 1077-1095, a fost descoperită în timpul lucrărilor de restaurare. Sfântul Ladislau a fost canonizat în 1192 și a fost un simbol al culturii medievale maghiare, regele fiind reprezentat pe sigiliul regal a lui Carol Robert, Ludovic cel Mare și pe monedele medievale maghiare până la mijlocul secolului al XV-lea. 

## Descriere
Incinta orașului vechi încadrează un teritoriu de  3,5 ha. Cele cinci turnuri poligonale de pe colțuri și Bastionul Porții s-au păstrat până în zilele noastre, împreună cu două dintre turnurile pătrate aparținând primei incinte: Bastionul Mic Báthory respectiv parțial Bastionul Lăcătușilor. În ciuda denumirii lor, bastioanele (bastioanele pentagonale ale Blănarilor, Dogarilor, Măcelarilor, Croitorilor, la fel și bastionul hexagonal al Cizmarilor) sunt de fapt toate turnuri de artilerie. Bastioanele se compun din 3 sau 4 nivele ce comunică în interior prin scări de lemn. Stilul arhitectonic în care au fost construite Biserica Reformată și Clădirea Manutanței aparține Renașterii târzii. Deși planurile lor se apropie de cele ale bastioanelor italienești, dimensiunea și amenajarea interioară a acestora este proprie turnurilor de artilerie. Având în vedere că nu fuseseră umplute niciodată cu pământ, nivelurile de apărare suprapuse fiind despărțite prin planșee din lemn, că din cauza dispoziției ambrazurilor, aceste turnuri nu puteau flanca eficient zonele din fața curtinelor și nici cele din fața turnurilor învecinate, elementele de fortificație menționate nu îndeplineau criteriile bastioanelor de artilerie de tip italian. Gurile pentru tunuri erau amenajate de regulă la nivelurile inferioare. La nivelul superior al capelei fostei mănăstiri, respectiv pe fațadele mai multor turnuri remarcăm apoi ambrazuri pentru arme de foc de calibru mai mic, caracterizate prin deschideri în formă de gaură de cheie inversată sau nișe dreptunghiulare verticale. Bastionul Porții și Bastionul Mic sunt dotate cu câte un șir de guri de păcură la nivelul superior, un element de apărare moștenit din tehnica de fortificație medievală, inventat pentru lupta pe verticală.
În ansamblul fortificat prezentat inscripțiile comemorative și detaliile arhitecturale s-au păstrat într-un număr relativ restrâns. La etajul Bastionului Porții se remarchează un ancadrament renascentist care este inscripționat cu anul construcției: 1613. Pe fațada sudică a Bastionului Croitorilor sunt amplasate două inscripții comemorative. Cea din dreapta transmite mândria breslașilor care au contribuit la ridicarea turnului, respectiv și data construcției. Textul original redactat în limba latină, dar din păcate șters parțial în zilele noastre, s-ar putea traduce în felul următor: Înaintașii noștri s-au stins din viață fără să fi construit ceva, noi, fiii lor în schimb, am ridicat ziduri în loc pustiu, am clădit un turn început în perioada judelui Szabó Péter, în 1638, și isprăvit în timpul lui Tordai Pál Literatul, în octombrie 1640. Textul fragmentar al inscripției din stânga este un citat din Vulgata (Proberve 18:10). Cele două console cu profil gotic zidite în fațada Bastionului Cizmarilor provin cu siguranță din ruinele mănăstirii de la Sîncraiu de Mureș.

### Bastioane
Sistemul de fortificație din cetate a fost bazată pe existența bastioanelor care erau construite și administrate de breslele orașului Târgu Mureș. Breslele au fost asociațile profesionale si voluntare de meșteșugari aparținând unei meserii care au apărut în Evul Mediu după modelul localităților din Transilvania și au funcționat în incinta cetății până la ocuparea de armata austriacă. 
Următoarele bastioane se găsesc în cetate:
- Bastionul tăbăcarilor (în maghiară Vargák bástyája) din 1620
- Bastionul blănarilor și lăcătușilor (în maghiară Szücsök és lakatosok bástyája) din 1629
- Bastionul dogarilor (în maghiară Kádárok bástyája) din 1632
- Bastionul porții (în maghiară Kapubástya) din 1613
- Bastionul măcelarilor (în maghiară Mészárosok bástyája) din 1653
- Bastionul croitorilor (în maghiară Szabók bástyája) din 1640
- Bastionul Báthory (în maghiară Báthory-bástya) din 1620

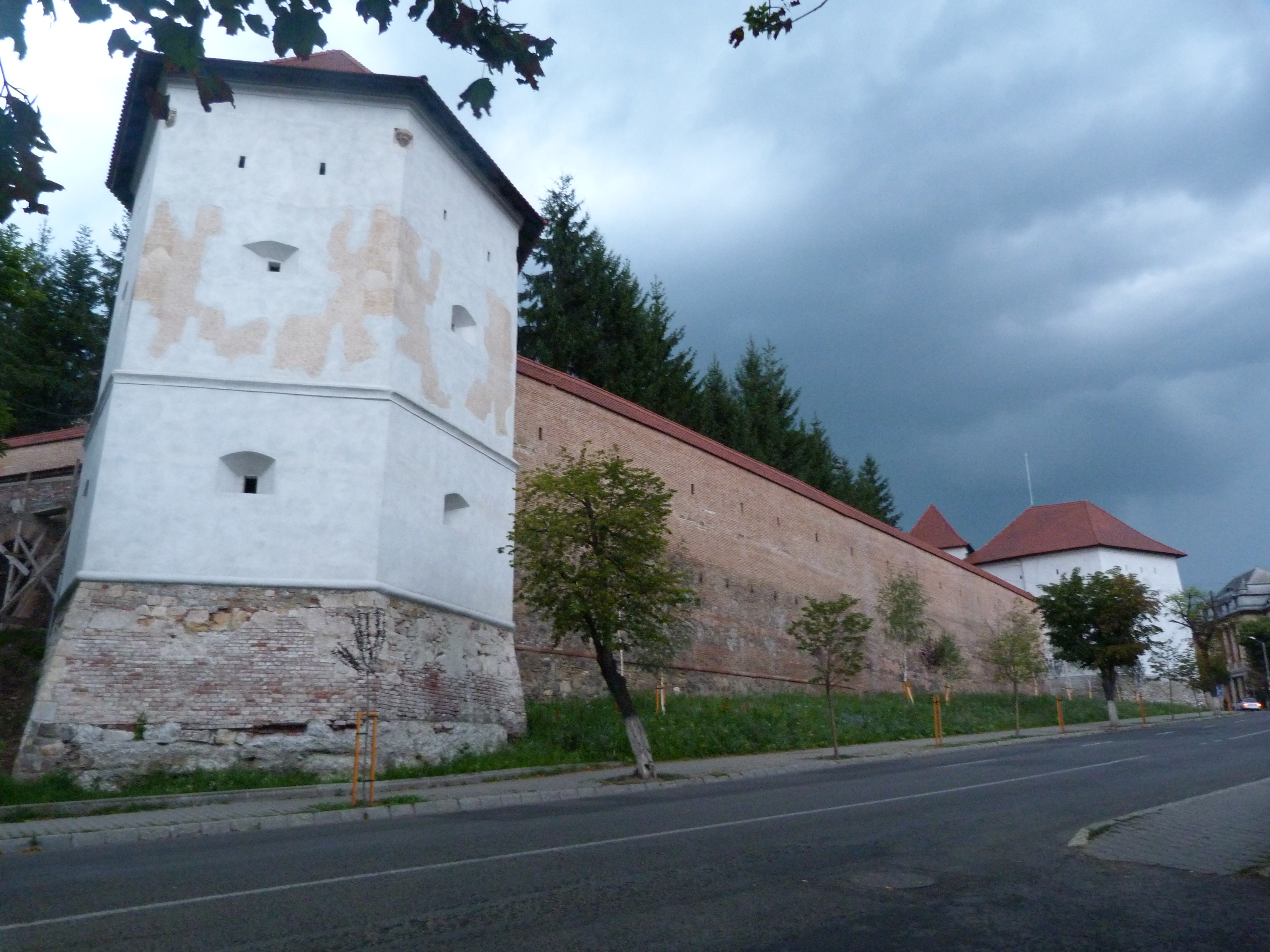
Bastionul tăbăcarilor
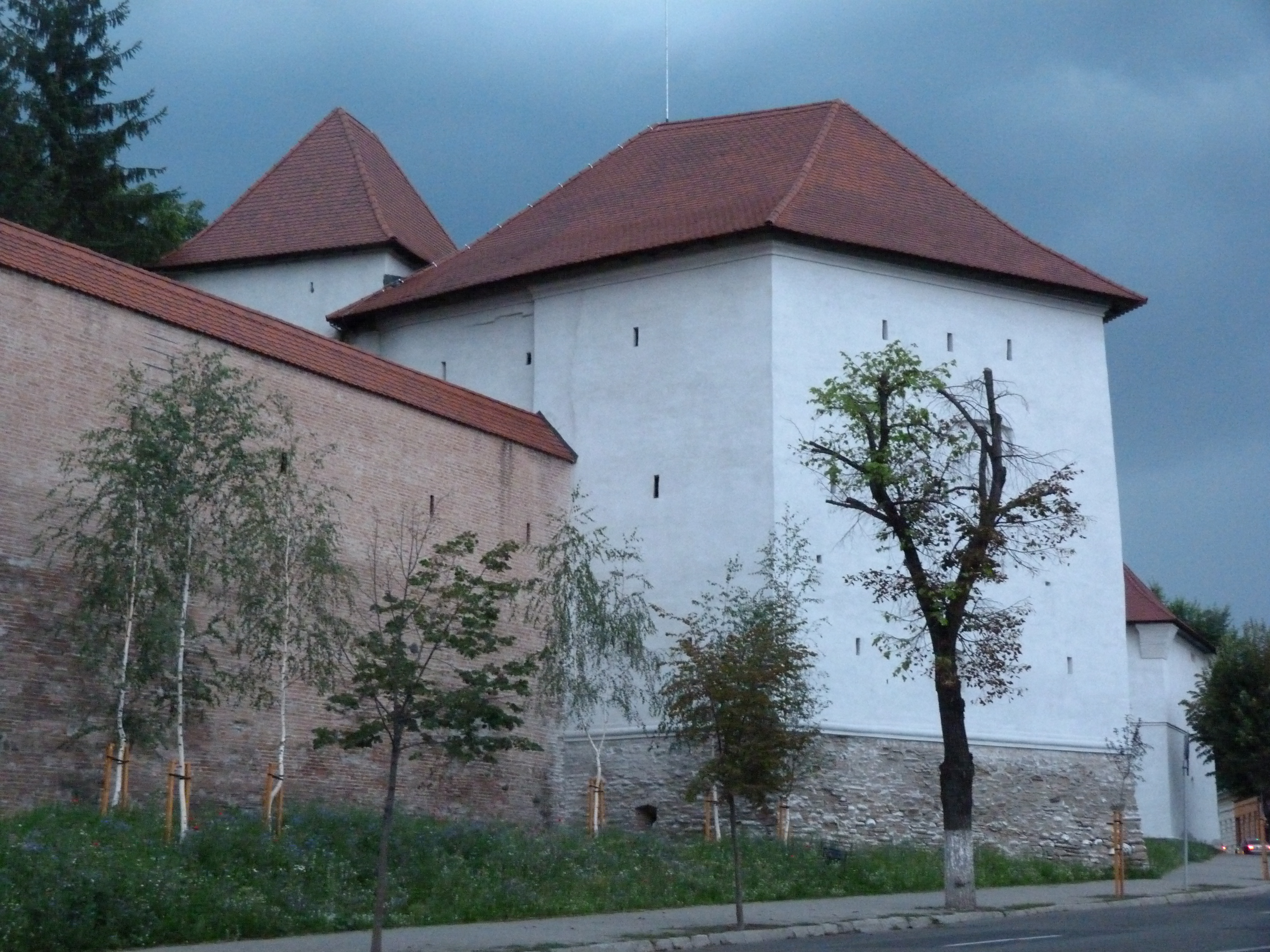
Bastionul blănarilor și lăcătușilor
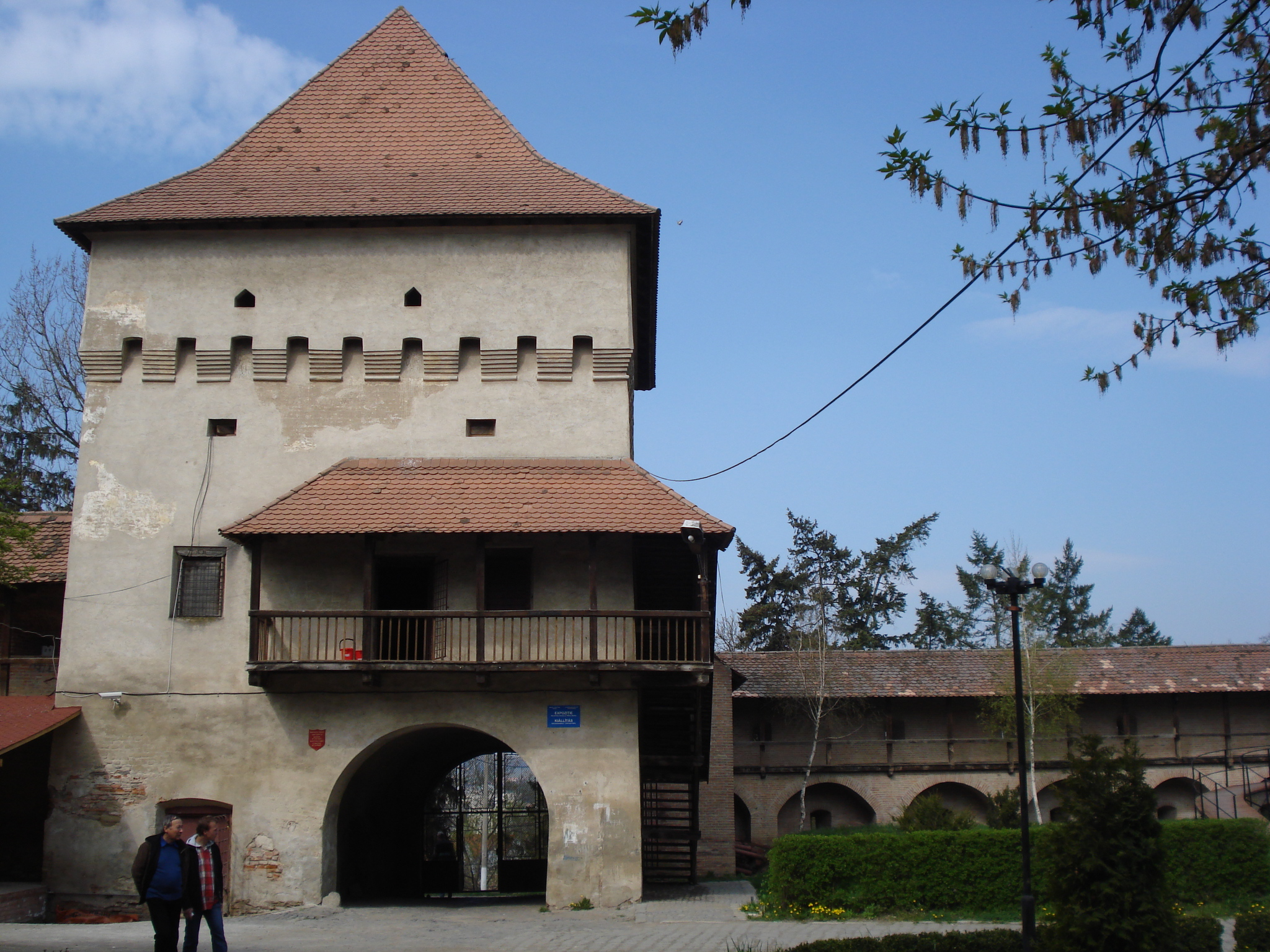
Bastionul porții
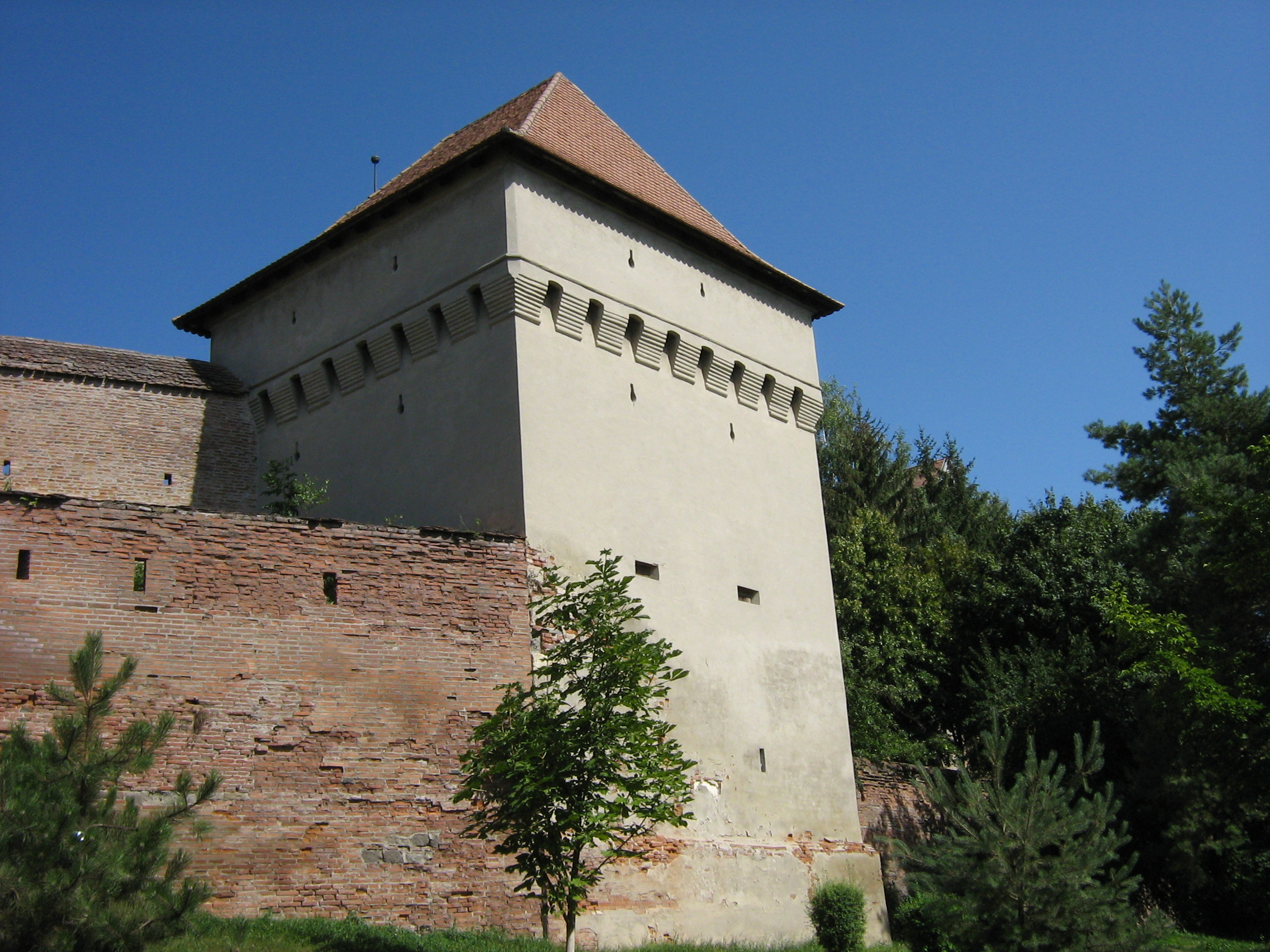
Bastionul Báthory
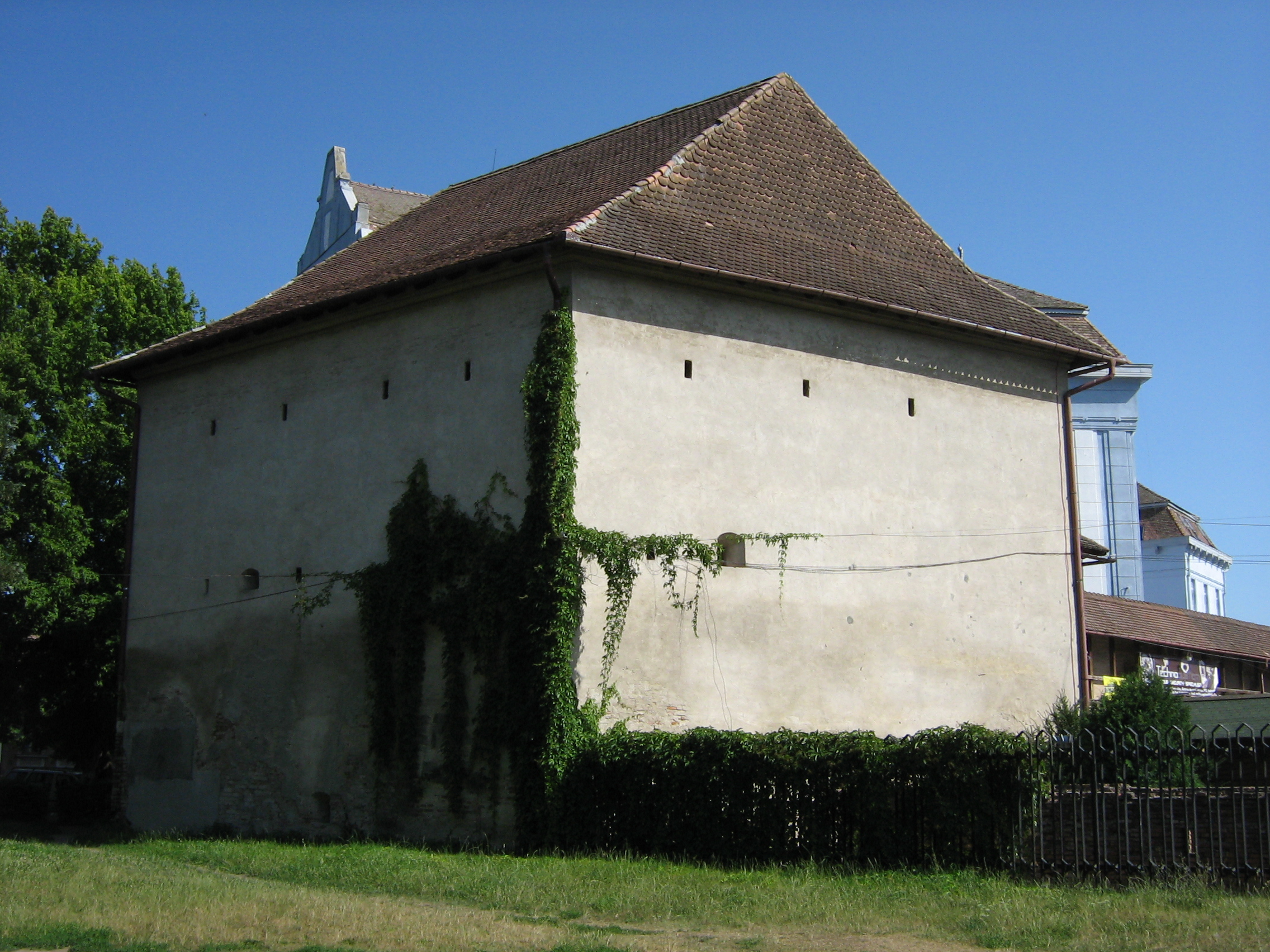
Bastionul măcelarilor
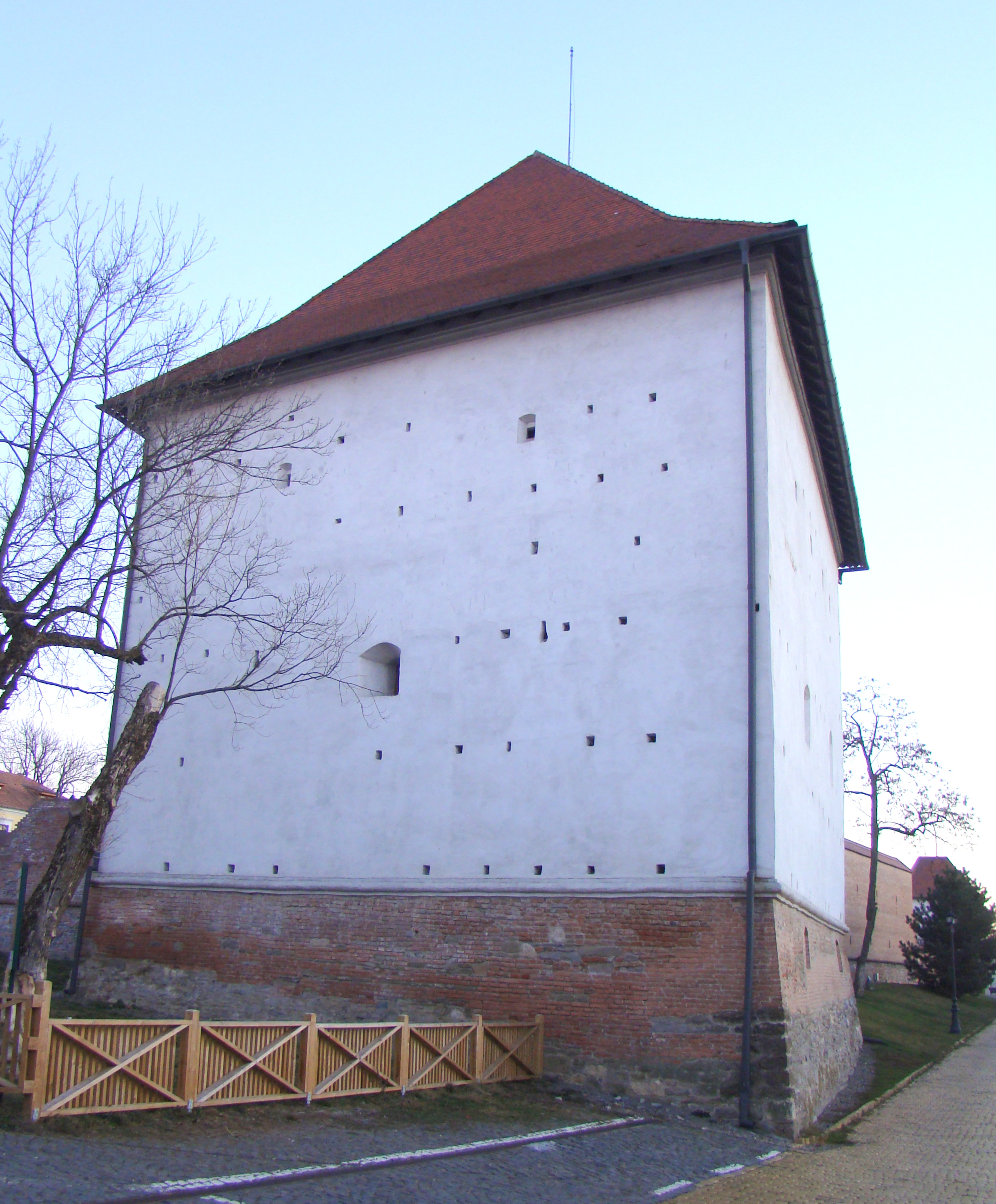
Bastionul croitorilor

### Biserica Reformată din Cetate
Biserica Reformată din Cetate este cea mai veche clădire din Târgu Mureș fiind construită în secolul al XIV-lea de ordinul franciscan, dar a fost finalizată în totalitate abia în 1490. Prima menționare cunoscută este din 1332 Au existat trei perioade de construcție: 1350–1370 – când a fost construită capela și mănăstirea, 1370–1400 – când s-a construit partea pentru corul bisericii și 1400–1450 – când biserica și turnul au fost finalizate. Turnul este amplasat pe partea nordică a bisericii, la punctul de întâlnire dintre altar și navă și are 55 metri înâlțime și patru nivele. În interiorul turnului se află scara care conduce spre clopotele așezate la nivelul patru, unde sunt patru deschideri mari în formă de arc frânt. Sunt câteva ferestre mai mici pe partea nordică și vestică a turnului, la parter și la etajul trei, toate având ancadramente gotice simple. Deasupra nivelului patru este acoperișul, care are pe colțuri patru turnulețe și se consideră că acest turn gotic ar fi fost modelul pentru mai multe turnuri de biserici similare din zonă: Sărățeni, Leordeni, Mitrești, Ceuașu de Câmpie sau Ditrău. 

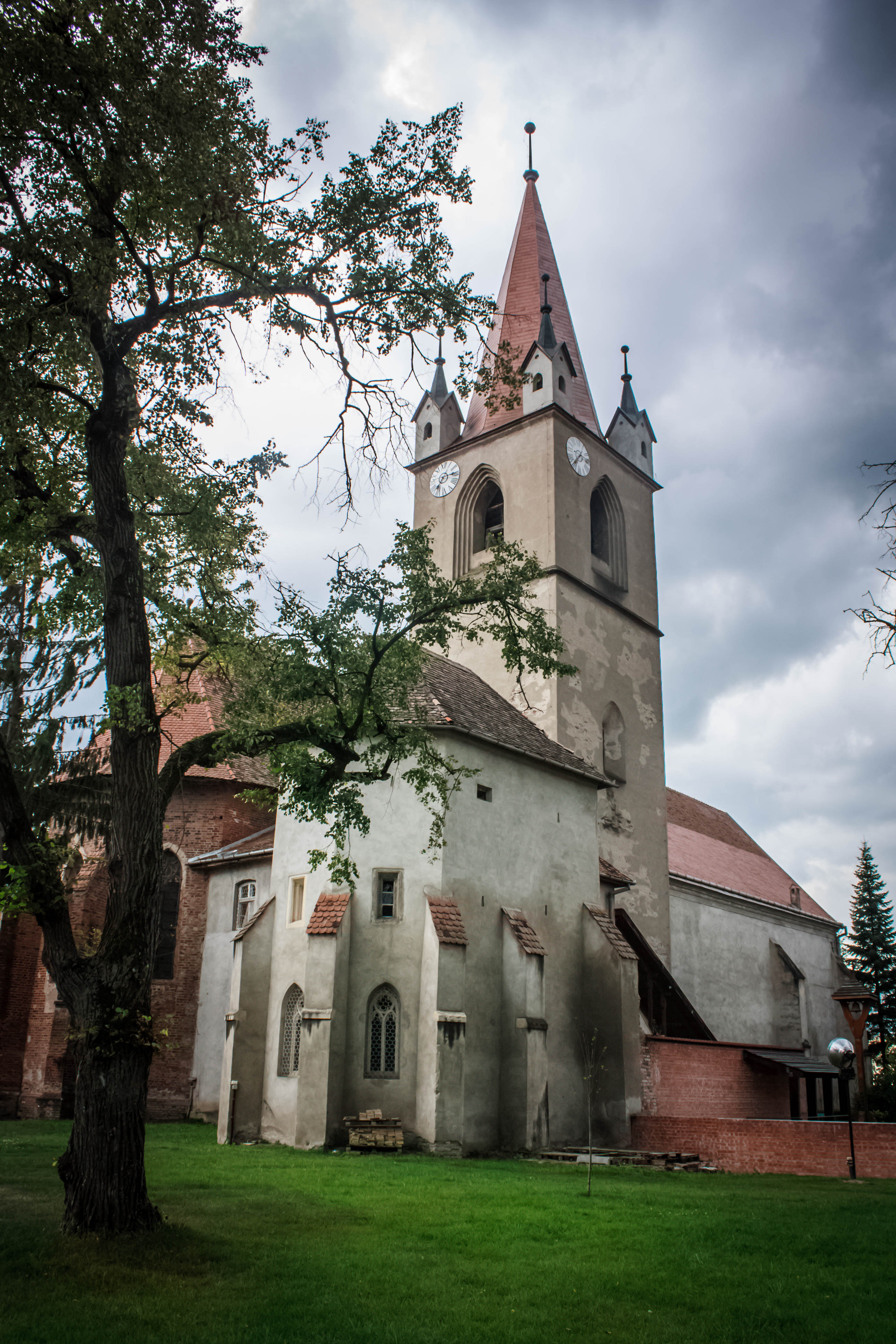
Clădire gotică în anexa bisericii aparținea de fosta mănăstire franciscană
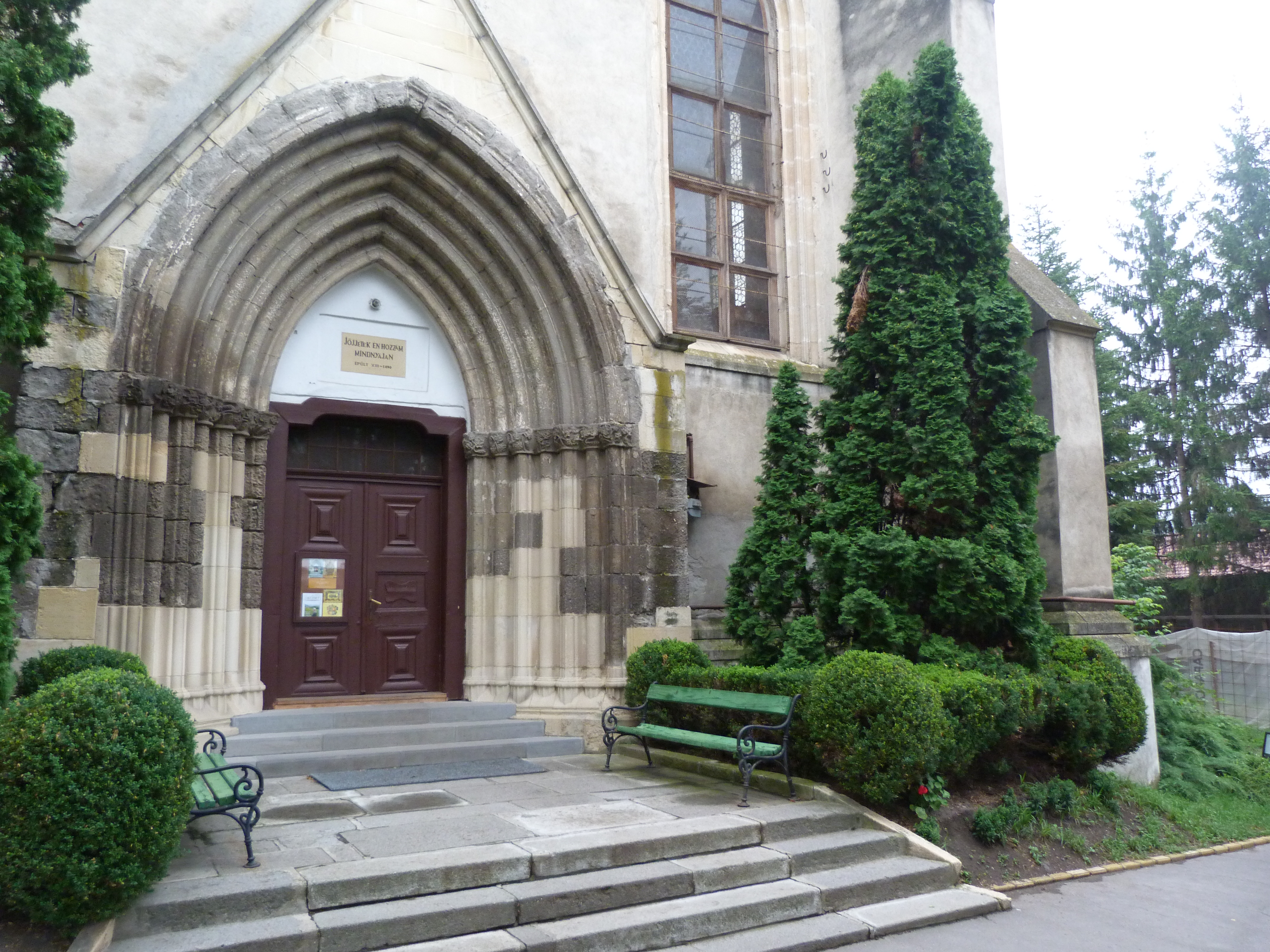
Fațada gotică cu intrarea principală
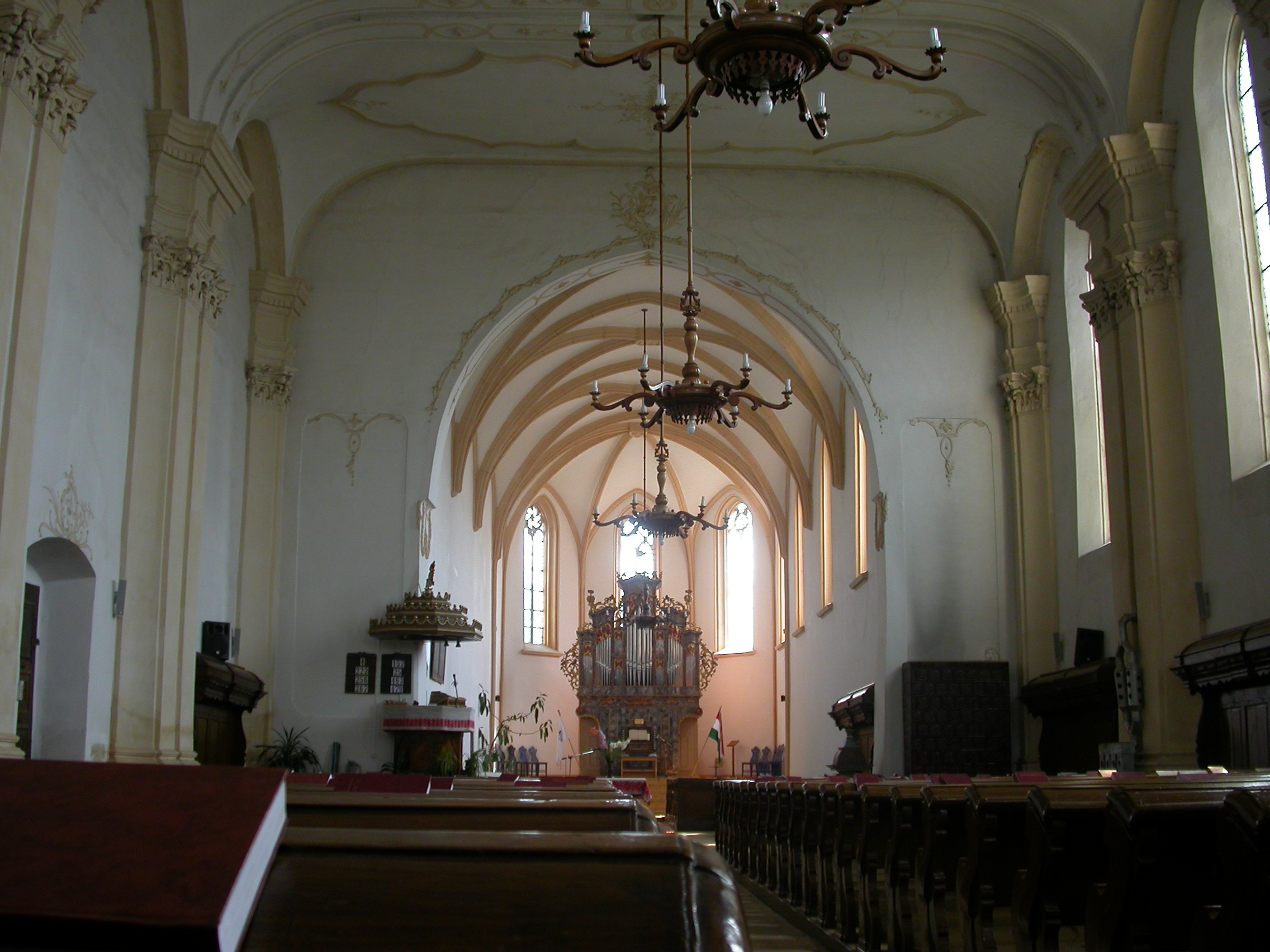
Nava în stil baroc și prezbiteriul gotic

### Clădirea comandamentului

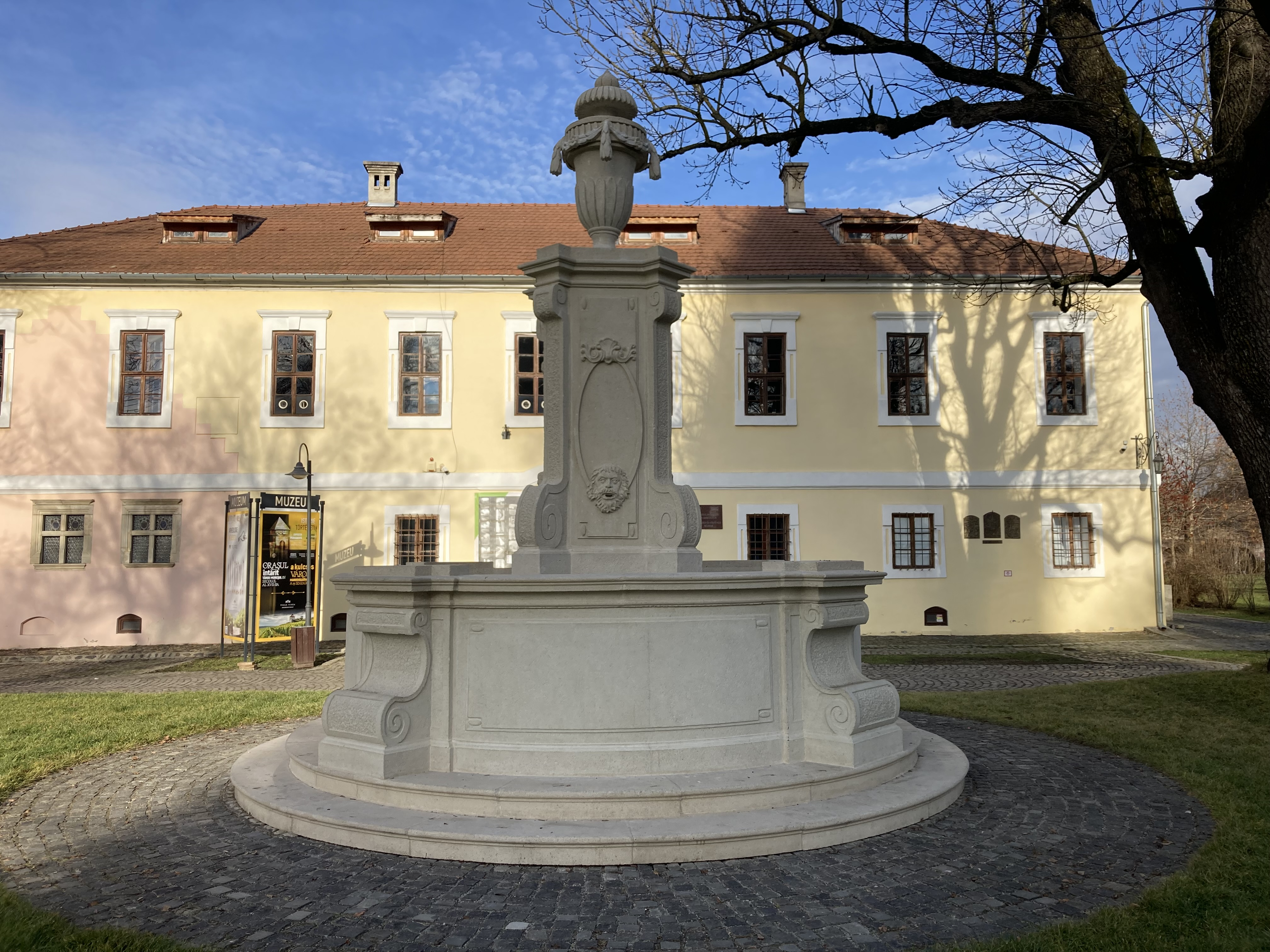
Clădirea comandamentului cu fântâna arteziană barocă

Comandamentul habsburgic din incinta cetății este o clădire cu un etaj al cărei nucleu este alcătuit din două case din secolul al XVII-lea, legate între ele cu o aripă mediană. Din prima construcție, aflată în aripa estică, s-au păstrat doar câteva elemente arhitectonice. În cazul clădirii din partea opusă, datele arheologice și arhitectonice au permis, pe lângă reconstituirea planimetriei inițiale, identificarea funcționalității spațiilor interioare. Aripa vestică a edificiului a găzduit în secolul al XVII-lea primăria orașului. În secolul al XVIII-lea a căpătat planimetria actuală în formă de U datorată intervențiilor habsburgice. Volumetria și aspectul ei s-a definitivat după reabilitarea clădirii din 1877. Din această perioadă datează și salonul ofițerilor de la etajul clădirii unde s-a păstrat pictura murală decorativă originală. Clădirea a fost renovată între anii 2008-2014 de către Muzeul Județean Mureș și aici funcționează Muzeul de Arheologie și Istorie din Târgu Mureș cu expoziții permanente și temporare de specialitate. În 2018 la inițiativa muzeului local lângă clădirea comandamentului a fost amplasată macheta cetății turnată în bronz și dotată cu inscripționare Braille, fiind utilă pentru o mai bună orientare a turiștilor cu deficiențe de vedere.

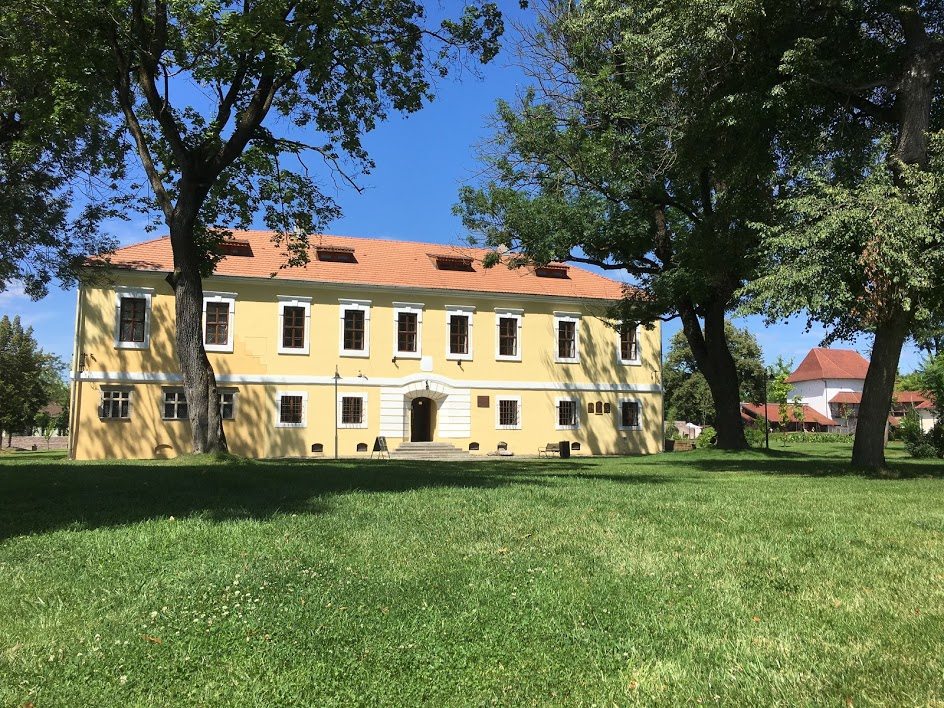
Clădirea comandamentului
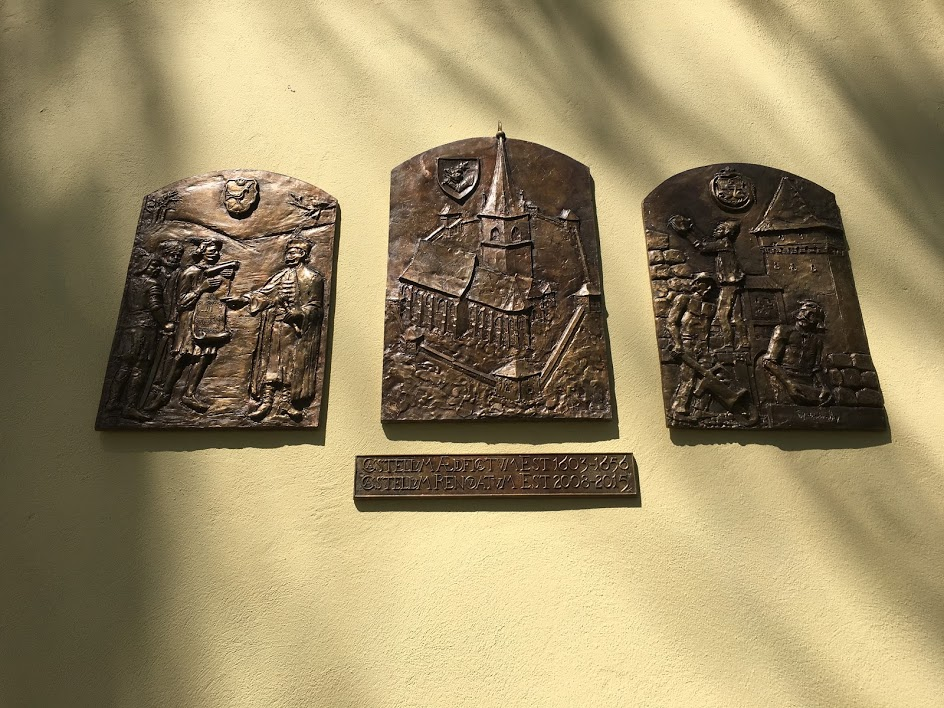
Triptic pe clădirea comandamentului
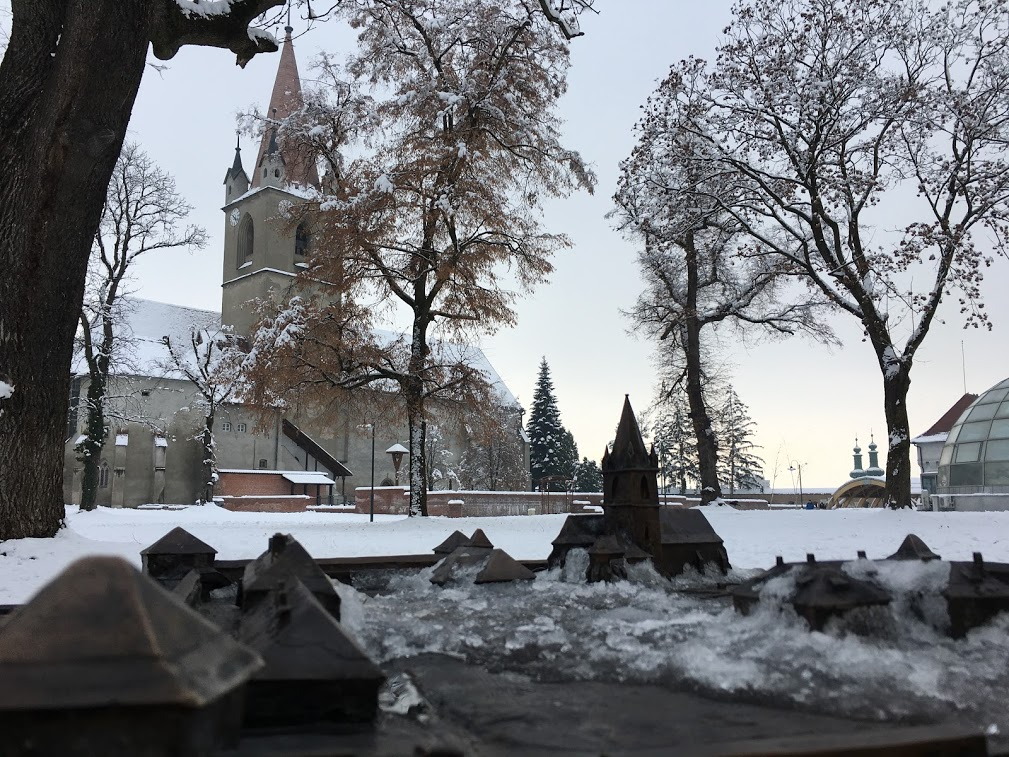
Macheta cetății lângă Muzeul de Istorie

### Fântâna arteziană
Fântâna arteziană din cetatate este de factură barocă amplasată în curtea interioară aflată între Biserica Reformată din Cetate și Muzeul de Arheologie și Istorie. Aceasta este o replică a unei fântâni care domina piața centrală a orașului între anii 1800-1820. Fântâna este realizată pe baza unor desene originale, aflate în Arhiva Națională a județului Mureș. Fântâna arteziană, împreună cu cele două clădiri existente în stil baroc: clădirea manutanței și fosta cazarmă, actualul Muzeu de Istorie și Arheologie), pun în evidență epoca barocă a cetății din Târgu Mureș.

## Descoperiri arheologice din cetate
În Cetatea Medievală au fost descoperite în urma acestor lucrări mai multe elemente arheologice, printre care o fabrică de cărămidă (prima fabrică din țară), un atelier de prelucrare a bronzului care demonstrează că Cetatea Medievală a fost printre primele fortificații industrializate din țară, o pivniță cu 2 cuptoare.
În 2010 s-a găsit într-o fostă groapă de gunoi din cetate sigiliul unui călugăr franciscan din Győr aflat în deplasare pentru a verifica starea mănăstirii din Târgu Mureș, așa cum se făcea în cadrul conventului franciscan, anual sau o dată la doi ani. Călugării de obicei erau trimiși din părți cât mai îndepărtate, pentru a asigura imparțialitatea raportului întocmit.